# Задоя Анатолій Олександрович
Анато́лій Олекса́ндрович Задо́я (*1953, Головківка (Чигиринський район)) — український вчений, доктор економічних наук, професор, Заслужений працівник освіти України.
Член НАЗЯВО з 27 липня 2016 року

## Життєпис
Народився 1953 року в селі Головківка Чигиринського району Черкаської області.
1970 року закінчив Головківську середню школу із золотою медаллю. 1975 року закінчив Київський державний університет імені Т. Г. Шевченка з відзнакою. Після закінчення вузу викладав у Дніпропетровському гірничому інституті імені Артема (згодом Національний гірничий університет).
З 1988 року доктор економічних наук, з 1989 року — професор. 1999 року отримав звання Заслуженого працівника освіти України. Нагороджений орденом «За заслуги» ІІІ ступеня.
З 2001 року — ректор Дніпропетровського університету економіки та права, з 2008 р. по 2016 р. — перший проректор Дніпропетровського університету економіки та права (згодом Дніпропетровський університет імені Альфреда Нобеля). Зараз завідує кафедрою міжнародних економічних відносин та економічної теорії.
Кілька років працював професором Жешувського політехнічного університету (Польща). Нині працює професором Вищої школи бізнесу — National Luois University (Польща)
Автор більше 30 підручників та навчальних посібників з економічної теорії, мікроекономіки, макроекономіки, міжнародної економіки, які користуються попитом як в Україні, так і за її межами. Опублікував більше 250 наукових праць. Підготував 9 докторів наук та більше 30 кандидатів економічних наук.
Основні опубліковані роботи: Задоя А. А. Народнохозяйственный потенциал и интенсивное воспроизводство. — Киев-Донецк: Высшая школа, 1986.
Задоя А. А. Петруня Ю. Е. Основы экономической теории. — М.: Рыбари, 2000
Задоя А. А., Петруня Ю. Е. Макроэкономика. — К.: Знання, 2008
Задоя А. О. Мікроекономіка. — К.: Знання, 2006
Міжнародні стратегії економічного розвитку/ за ред. А. О. Задої. — К. 2006.